# گیوم لوپیتال
گیوم لوپیتال (فرانسوی: Guillaume de l'Hôpital‎؛ 1661 – ۲ فوریهٔ ۱۷۰۴) ریاضی‌دان فرانسوی در زمینه آنالیز ریاضی بود. قاعده هوپیتال به نامش نام‌گذاری شده است. این قاعده محاسبه حد کسر‌هایی که 0/0 و ∞/∞ را ممکن می‌سازد. اگرچه این قاعده توسط لوپیتال کشف نشده‌است،‌ برای اولین بار در سال ۱۶۹۶ در کتاب حسابان وی با نام Analyse des Infiniment Petits pour l'Intelligence des Lignes Courbes نوشته شده‌است. این کتاب اولین نگارش مفصل در زمنیه حساب دیفرانسیل محسوب می‌شود.